# 의사소통 장애
의사소통 장애는 장애의 한 종류로, 일반적으로 언어 장애로 부르는 장애중 말하는 과정에서 신체적, 정신적으로 문제가 생긴 장애 (Speech disorder, 말장애)와 언어의 이해, 표현 과정에서 문제가 생긴 language impairment(언어기능장애), 청각 장애로 나뉜다.

## 같이 보기
- 언어병리학